# La Serna del Monte
La Serna del Monte ist eine Gemeinde (municipio) mit 105 Einwohnern (Stand: 2024) in der Autonomen Gemeinschaft Madrid. 

## Lage und Verkehr
La Serna del Monte liegt etwa 70 Kilometer nördlich der Stadt Madrid. Durch die Gemeinde führt die Autovía A-1. 

## Bevölkerungsentwicklung
| Jahr      | 1960 | 1970 | 1981 | 1991 | 2001 | 2011 | 2021 |
| Einwohner | 139  | 89   | 75   | 93   | 115  | 102  | 96   |

## Sehenswürdigkeiten
- Andreaskirche (Iglesia de San Andrés)

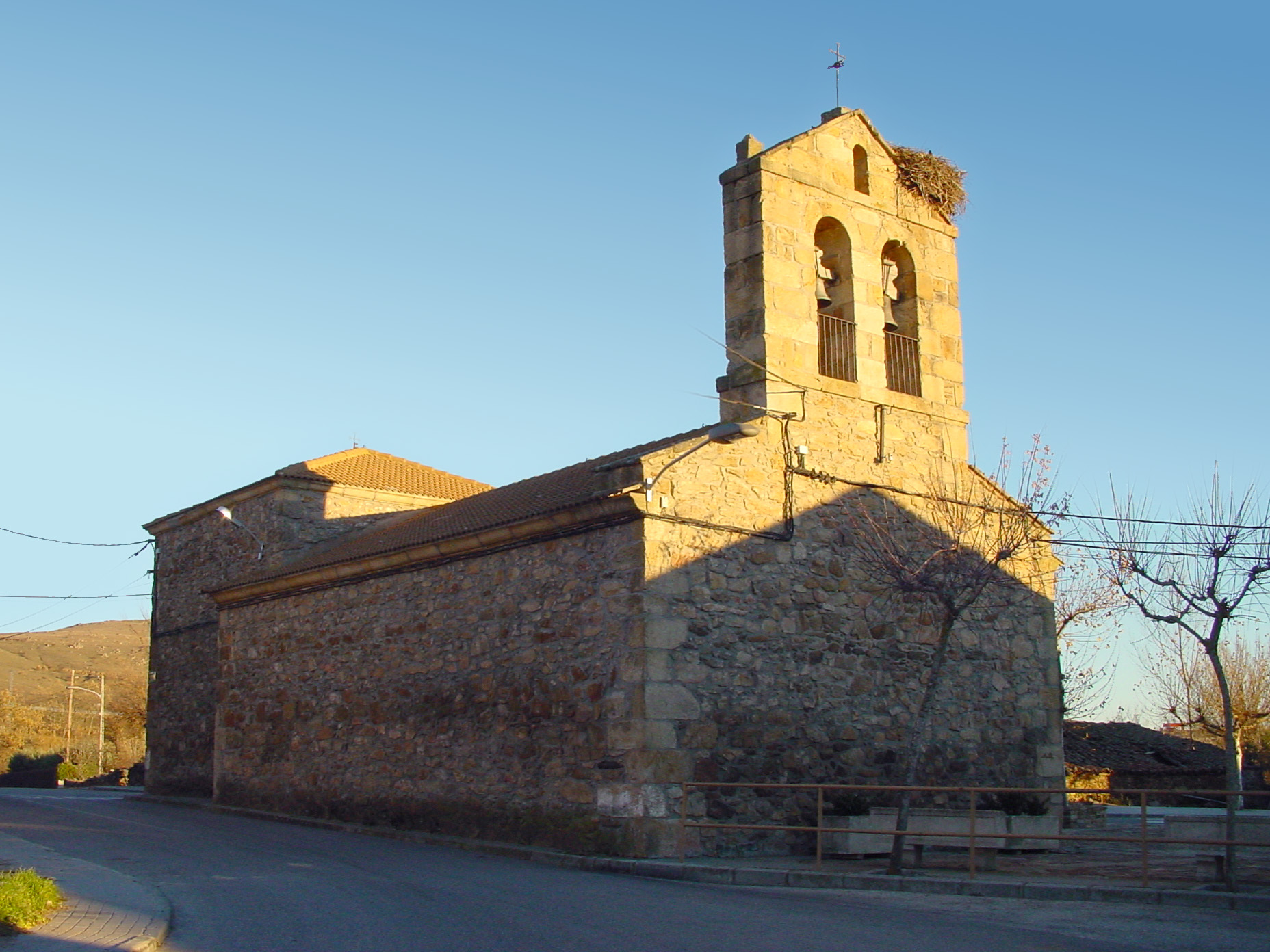
Andreaskirche